# Nekrolog März 2025
2
Nekrolog
◄◄
| ◄
| 2021
| 2022
| 2023
| 2024
| 2025
Januar |
Februar |
März |
April |
Mai |
Juni |
Juli |
August |
September |
Oktober |
November |
Dezember 2025
Weitere Ereignisse | Allgemeiner Nekrolog 2025
Die Beschreibung der verstorbenen Person sollte so kurz wie möglich gehalten sein und nur deren signifikante Tätigkeit(en) enthalten.
Neue Namen ggf. auch unter dem Geburts- und Sterbedatum, also etwa unter 1. Januar und im Geburts- und Sterbejahr (2024) eintragen (nur bei entsprechender großer Wichtigkeit). Für Beispiele siehe die schon vorhandenen Artikel.
Außerdem über die fünf zuletzt Verstorbenen, zu denen es einen ausreichend guten Artikel für eine Präsentation auf der Hauptseite gibt, nach der todesbedingten Überarbeitung der Artikel ggf. auch unter Wikipedia Diskussion:Hauptseite informieren und sie am besten auch in den anderen Wikipedia-Sprachversionen eintragen. Tipp: Regelmäßig bei news.google.de nach „ist tot“, „gestorben“ oder „verstorben“ suchen.
Wenn eine Person gestorben ist, gibt es viele Seiten zu dieser Person in der Wikipedia, die davon auch betroffen sind und entsprechend aktualisiert werden müssen. Beispiele: Namenübersichtsseite, Geburtsjahr, Geburtsort-Seiten und viele mehr.
Wie finde ich die betroffenen Seiten?
Im Suchfeld auf der linken Seite gibt man den Suchbegriff so ein: „Vorname Nachname“. Dann klickt man auf Volltext und alle Seiten mit entsprechendem Suchtext werden aufgerufen. Hier sieht man dann schnell, wo auch das Todesjahr Sinn macht oder sogar ein Teil des Artikels angepasst werden muss. Auch hilft das „Werkzeug“ auf der linken Seite sehr gut, um solche Seiten aufzufinden: „Links auf diese Seite“. Somit ist die Wikipedia wieder aktuell in allen Bereichen! Hinweis: bei Eintragung der Kategorie „Gestorben JAHR“ wird der Missbrauchsfilter 49 ausgelöst, was jedoch nicht schlimm ist. Siehe: Spezial:Missbrauchsfilter/49
Dies ist eine Liste von im März 2025 verstorbenen bekannten Persönlichkeiten. Die Einträge erfolgen innerhalb der einzelnen Daten alphabetisch sortiert. Tiere sind im Nekrolog für Tiere zu finden.

## März
Bearbeitungshinweis: Neue Todesfälle bitte absteigend nach Tagen geordnet eintragen. Die Todesfälle desselben Tages bitte in alphabetischer Reihenfolge einfügen.
| Tag      | Name                                 | Beruf, bekannt als                                                                     | Alter | Beleg |
| -------- | ------------------------------------ | -------------------------------------------------------------------------------------- | ----- | ----- |
| 31. März | Sian Barbara Allen                   | US-amerikanische Schauspielerin und Autorin                                            | 78    |       |
| 31. März | Maria Olandina Isabel Caeiro Alves   | osttimoresische Diplomatin und Frauenrechtlerin                                        | 69    |       |
| 31. März | Anka Bergmann                        | deutsche Slawistin                                                                     | ≈59   |       |
| 31. März | Yves Boisset                         | französischer Regisseur und Drehbuchautor                                              | 86    |       |
| 31. März | Janric Craig                         | britischer Wirtschaftsprüfer und Peer                                                  | 80    |       |
| 31. März | Frieder Döring                       | deutscher Arzt und Schriftsteller                                                      | 82    |       |
| 31. März | Kurt Feuersinger                     | österreichischer Fußballspieler                                                        | 68    |       |
| 31. März | Helwig Hassenpflug                   | deutscher Verleger und Herausgeber                                                     | 89    |       |
| 31. März | Mario Joseph                         | haitianischer Jurist                                                                   | 62    |       |
| 31. März | Nancy Kilpatrick                     | US-amerikanisch-kanadische Schriftstellerin                                            | 78    |       |
| 31. März | Volkan Konak                         | türkischer Sänger                                                                      | 58    |       |
| 31. März | Georgios Stylianos Korres            | griechischer Archäologe                                                                | 85    |       |
| 31. März | Tim Mohr                             | US-amerikanischer Autor, Übersetzer und Journalist                                     | 55    |       |
| 31. März | Sayan Mukherjee                      | indischer Mathematiker, Statistiker und Informatiker                                   | 54    |       |
| 31. März | Vittorio Pirbazari                   | iranisch-deutscher Bodybuilder und Schauspieler                                        | 44    |       |
| 31. März | Jean-Luis Porchet                    | Schweizer Filmregisseur                                                                | 76    |       |
| 31. März | Ernst Raser                          | österreichischer Judosportler und -trainer                                             | 81    |       |
| 31. März | Burghard Schloemann                  | deutscher Kirchenmusiker, Komponist und Organist                                       | 90    |       |
| 31. März | Lothar Trolle                        | deutscher Dramatiker und Hörspielautor                                                 | 81    |       |
| 31. März | Rudi Unterthiner                     | italienischer Schönheitschirurg                                                        | 87    |       |
| 31. März | Charlotte Webb                       | britische Kryptoanalystin                                                              | 101   |       |
| 30. März | Hartmut Bärnighausen                 | deutscher Chemiker                                                                     | 92    |       |
| 30. März | Giacomo Caliendo                     | italienischer Politiker                                                                | 82    |       |
| 30. März | Ann Dorzback                         | deutsch-US-amerikanische Zeitzeugin                                                    | 103   |       |
| 30. März | Manfred Flügge                       | deutscher Schriftsteller                                                               | 79    |       |
| 30. März | Barbara Frischmuth                   | österreichische Schriftstellerin                                                       | 83    |       |
| 30. März | Eva Graul                            | deutsche Juristin                                                                      | 72    |       |
| 30. März | Horst Linn                           | deutscher Bildhauer, Zeichner und Kunstpädagoge                                        | 88    |       |
| 30. März | Matti Jutila                         | kanadischer Ringer                                                                     | 92    |       |
| 30. März | Stanley Kalms                        | britischer Unternehmer und Peer                                                        | 93    |       |
| 30. März | Sales Kleeb-Häfliger                 | Schweizer Komponist, Musikpädagoge, Dirigent und Kulturvermittler                      | 95    |       |
| 30. März | Jürgen Knauss                        | deutscher Geograph und Museumsdirektor                                                 | 64    |       |
| 30. März | Franck Le Normand                    | französischer Radrennfahrer                                                            | 93    |       |
| 30. März | Arndt Meinhold                       | deutscher Theologe und Alttestamentler                                                 | 83    |       |
| 30. März | Lee Montague                         | britischer Schauspieler                                                                | 97    |       |
| 30. März | Hans Rehfeldt                        | deutscher Zeitungsredakteur                                                            | 101   |       |
| 30. März | Roselore Sonntag                     | deutsche Turnerin und Turntrainerin                                                    | 91    |       |
| 29. März | Elert Bode                           | deutscher Schauspieler, Theaterregisseur und Intendant                                 | 90    |       |
| 29. März | Lamin Bojang                         | gambischer Offizier, Diplomat und Politiker                                            | 56    |       |
| 29. März | Ken Bruen                            | irischer Schriftsteller                                                                | 74    |       |
| 29. März | Richard Chamberlain                  | US-amerikanischer Schauspieler                                                         | 90    |       |
| 29. März | Lukas Düblin                         | Schweizer Maler                                                                        | 92    |       |
| 29. März | Georg Grube                          | deutscher Jurist                                                                       | 89    |       |
| 29. März | Erik Hanke                           | österreichischer Politiker                                                             | 91    |       |
| 29. März | Stefan Hula                          | polnischer Nordischer Kombinierer                                                      | 77    |       |
| 29. März | Erwin Lanc                           | österreichischer Politiker                                                             | 94    |       |
| 29. März | Lư Nhất Vũ                           | vietnamesischer Komponist und Musiker                                                  | 89    |       |
| 29. März | Petter Næss                          | norwegischer Stadtplaner                                                               | 73    |       |
| 29. März | Astrid Nordang                       | norwegische Schriftstellerin und Übersetzerin                                          | 60    |       |
| 29. März | Gerd Poppe                           | deutscher Bürgerrechtler                                                               | 84    |       |
| 29. März | Ángel del Pozo                       | spanischer Schauspieler                                                                | 90    |       |
| 29. März | Werner Rehm                          | deutscher Schauspieler                                                                 | ≈91   |       |
| 29. März | Dennis Scheider                      | deutscher Gitarrist, Musikproduzent und Songwriter                                     | 47    |       |
| 29. März | Wladimir Schtscherbakow              | sowjetischer bzw. russischer Opernsänger                                               | 85    |       |
| 29. März | Ulrich Siegele                       | deutscher Musikwissenschaftler                                                         | 94    |       |
| 29. März | Marcos Vilaça                        | brasilianischer Schriftsteller, Rechtsanwalt und Journalist                            | 85    |       |
| 29. März | Hannes Zaugg-Graf                    | Schweizer Politiker                                                                    | 58    |       |
| 29. März | Günter Zschacke                      | deutscher Journalist und Autor                                                         | 88    |       |
| 28. März | Alfredo                              | brasilianischer Fußballspieler                                                         | 78    |       |
| 28. März | Ingeburg Branoner                    | deutsche Liedtexterin                                                                  | 91    |       |
| 28. März | Chandrakant S. Desai                 | indisch-US-amerikanischer Geotechniker                                                 | 88    |       |
| 28. März | Johann Eigenstiller                  | österreichischer Fußballspieler                                                        | 81    |       |
| 28. März | Brigitte Gedek                       | deutsche Mikrobiologin                                                                 | 96    |       |
| 28. März | Hennadij Horbenko                    | ukrainischer Leichtathlet                                                              | 49    |       |
| 28. März | Ronald A. Katz                       | US-amerikanischer Erfinder                                                             | 89    |       |
| 28. März | Otto Kirst                           | deutscher Politiker                                                                    | ?     |       |
| 28. März | Wolfgang Kraus                       | deutscher Chemiker                                                                     | 94    |       |
| 28. März | Charly Lehnert                       | deutscher Verleger, Schriftsteller, Redakteur, Moderator und Musiker                   | 86    |       |
| 28. März | Max Lesnik                           | kubanisch-US-amerikanischer Journalist und Politiker                                   | 94    |       |
| 28. März | Juma Mwapachu                        | tansanischer Politiker und Diplomat                                                    | 82    |       |
| 28. März | Najmuddin A. Sheikh                  | pakistanischer Diplomat                                                                | 85    |       |
| 28. März | Olegario Vázquez Raña                | mexikanischer Sportschütze und Unternehmer                                             | 89    |       |
| 28. März | Brigitte Voigt                       | deutsche Fotografin                                                                    | 90    |       |
| 28. März | Andreas Wendt                        | deutscher Fußballspieler                                                               | 73    |       |
| 28. März | Young Scooter                        | US-amerikanischer Rapper                                                               | 39    |       |
| 27. März | Hugo Aust                            | deutscher Germanist und Literaturwissenschaftler                                       | 77    |       |
| 27. März | Günter Benser                        | deutscher Historiker                                                                   | 94    |       |
| 27. März | Hy Eisman                            | US-amerikanischer Comiczeichner                                                        | 98    |       |
| 27. März | Joseph Maximos Fahmé                 | syrisch-französischer Kantor und Geistlicher                                           | 100   |       |
| 27. März | Huberte Gautreau                     | kanadische Frauenrechts-Aktivistin                                                     | 90    |       |
| 27. März | Peter Jacques                        | Schweizer Jazzmusiker, Bandleader und Musikredakteur                                   | 89    |       |
| 27. März | Hans-Josef Klauck                    | deutscher Theologe                                                                     | 78    |       |
| 27. März | Peter Lever                          | britischer Cricketspieler                                                              | 84    |       |
| 27. März | Jürgen Marten                        | deutscher Jurist, Fernsehmoderator und Schauspieler                                    | 81    |       |
| 27. März | Anna Matscher                        | italienische Köchin                                                                    | 63    |       |
| 27. März | Marcia Marcus                        | US-amerikanische Malerin                                                               | 97    |       |
| 27. März | Christina McKelvie                   | britische Politikerin                                                                  | 57    |       |
| 27. März | Karlheinz Mewes                      | deutscher Politiker                                                                    | 80    |       |
| 27. März | Hideaki Oketani                      | japanischer Autor und Literaturkritiker                                                | 93    |       |
| 27. März | Suleiman Abdallah Schleifer          | US-amerikanischer Dichter und Journalist                                               | 90    |       |
| 27. März | Wolfgang Schnarr                     | deutscher Fußballspieler                                                               | 83    |       |
| 27. März | Ottó Tolnai                          | jugoslawischer bzw. serbischer Schriftsteller                                          | 84    |       |
| 27. März | Berkin Usta                          | türkischer Skirennläufer                                                               | 24    |       |
| 26. März | Ray Barra                            | US-amerikanischer Balletttänzer, -meister und -direktor                                | 95    |       |
| 26. März | Lutz Blankenburg                     | deutscher Fußballspieler                                                               | 69    |       |
| 26. März | Manuel Hilario de Céspedes           | kubanischer Bischof                                                                    | 81    |       |
| 26. März | David Childs                         | US-amerikanischer Architekt                                                            | 83    |       |
| 26. März | Christa L. Deeleman-Reinhold         | niederländische Zoologin                                                               | 94    |       |
| 26. März | Christian Feichtinger                | österreichischer Bühnenbildner, Maler, Regisseur, Musiker, Karikaturist und Cartoonist | 69    |       |
| 26. März | Kerry Greenwood                      | australische Schriftstellerin                                                          | 70    |       |
| 26. März | Nicolas Kynaston                     | britischer Organist                                                                    | 83    |       |
| 26. März | Bentley Layton                       | US-amerikanischer Religionswissenschaftler                                             | 83    |       |
| 26. März | Fafa Edrissa M’Bai                   | gambischer Jurist und Politiker                                                        | 82    |       |
| 26. März | Estelito Mendoza                     | philippinischer Jurist und Politiker                                                   | 95    |       |
| 26. März | Pierluigi Nicolin                    | italienischer Architekt                                                                | 84    |       |
| 26. März | Winfried Schmähl                     | deutscher Wirtschaftswissenschaftler                                                   | 82    |       |
| 26. März | Walther Soyka                        | österreichischer Musiker                                                               | 59    |       |
| 26. März | Masami Tanabu                        | japanischer Politiker und Eishockeyspieler sowie -trainer                              | 90    |       |
| 26. März | Settimio Todisco                     | italienischer Erzbischof                                                               | 100   |       |
| 26. März | Wes Watkins                          | US-amerikanischer Politiker                                                            | 86    |       |
| 26. März | Stef Wertheimer                      | israelischer Unternehmer und Philanthrop                                               | 98    |       |
| 25. März | Juan Aguilera                        | spanischer Tennisspieler                                                               | 63    |       |
| 25. März | Denis Arndt                          | US-amerikanischer Theater- und Filmschauspieler                                        | 86    |       |
| 25. März | Edith Ballantyne                     | tschechisch-kanadische Friedensaktivistin                                              | 102   |       |
| 25. März | Andrew Cohen                         | US-amerikanischer Guru                                                                 | 69    |       |
| 25. März | Christopher Ehret                    | US-amerikanischer Linguist und Historiker                                              | 83    |       |
| 25. März | Markus Gleim                         | deutscher Sänger und Gitarrist                                                         | 56    |       |
| 25. März | Jong-Hee Han                         | südkoreanischer Manager                                                                | 63    |       |
| 25. März | Bennett Johnston                     | US-amerikanischer Politiker                                                            | 92    |       |
| 25. März | Gene Mangan                          | irischer Radrennfahrer                                                                 | ≈87   |       |
| 25. März | Robert W. McChesney                  | US-amerikanischer Kommunikationswissenschaftler                                        | 72    |       |
| 25. März | Kjeld Nørgaard                       | dänischer Schauspieler                                                                 | 86    |       |
| 25. März | Gananath Obeyesekere                 | sri-lankischer Anthropologe                                                            | 95    |       |
| 25. März | Alexander Ollongren                  | niederländischer Informatiker                                                          | 96    |       |
| 25. März | Rod Oshita                           | US-amerikanischer Handballspieler                                                      | 65    |       |
| 25. März | Albert Pietersma                     | kanadischer Alttestamentler und Gräzist                                                | 89    |       |
| 25. März | Masahiro Shinoda                     | japanischer Filmregisseur                                                              | 94    |       |
| 25. März | Wolfgang Tiller                      | deutscher Ingenieurwissenschaftler                                                     | 84    |       |
| 25. März | Peter Weiß                           | deutscher Althistoriker                                                                | 81    |       |
| 25. März | Jakob Wöhrle                         | deutscher Theologe                                                                     | 49    |       |
| 24. März | Michael Boudin                       | US-amerikanischer Richter                                                              | 85    |       |
| 24. März | Michael Friedman                     | US-amerikanischer Wissenschaftsphilosoph                                               | 77    |       |
| 24. März | Cindyana Santangelo                  | US-amerikanische Schauspielerin                                                        | 58    |       |
| 24. März | Claude Starck                        | Schweizer Cellist                                                                      | 96    |       |
| 24. März | Fritz Streletz                       | deutscher General                                                                      | 98    |       |
| 23. März | Franz Baake                          | deutscher Regisseur, Fotograf, Autor und Drehbuchautor, Psychologe und Lyriker         | 93    |       |
| 23. März | Ismail Barhoum                       | palästinensischer Hamas-Funktionär                                                     | 56    |       |
| 23. März | Gianfranco Barra                     | italienischer Schauspieler                                                             | 84    |       |
| 23. März | Arnold Bittlinger                    | deutsch-schweizerischer Theologe, Psychologe, Psychotherapeut, Buchautor und Referent  | 96    |       |
| 23. März | Steve Charnovitz                     | US-amerikanischer Jurist                                                               | 71    |       |
| 23. März | Bogdan Daras                         | polnischer Ringer                                                                      | 64    |       |
| 23. März | Max Frankel                          | US-amerikanischer Journalist                                                           | 94    |       |
| 23. März | Valerie Howarth                      | britische Sozialarbeiterin, Politikerin und Peeress                                    | 84    |       |
| 23. März | Inge                                 | deutsche Obdachlose                                                                    |       |       |
| 23. März | Karl-Ludwig Kratz                    | deutscher Kernchemiker und Astrophysiker                                               | 83    |       |
| 23. März | Lora Lamm                            | Schweizer Grafikerin                                                                   | 97    |       |
| 23. März | Eugeniusz Lewacki                    | polnischer Eishockeyspieler                                                            | 99    |       |
| 23. März | Mia Love                             | US-amerikanische Politikerin                                                           | 49    |       |
| 23. März | Pierre Mariétan                      | Schweizer Komponist                                                                    | 89    |       |
| 23. März | Vladimir Matović                     | serbischer Handballspieler                                                             | 48    |       |
| 23. März | Brigitte Peters                      | deutsche Schauspielerin                                                                | 76    |       |
| 23. März | Alexandr Rabotnitskii                | russischer Para-Leichtathlet                                                           | 31    |       |
| 23. März | Norbert Schleimer                    | österreichischer Fußballspieler                                                        | 64    |       |
| 23. März | Hubert Schmalix                      | österreichischer Künstler                                                              | 72    |       |
| 23. März | Charles Strachey                     | britischer Peer und Politiker                                                          | 79    |       |
| 23. März | Tōru Terasawa                        | japanischer Leichtathlet                                                               | 90    |       |
| 22. März | Gunder Andersson                     | schwedischer Schriftsteller und Kulturjournalist                                       | 81    |       |
| 22. März | Livingstone Bramble                  | Boxer aus St. Kitts und Nevis                                                          | 64    |       |
| 22. März | Lothar Fischer                       | deutscher Kunsthistoriker, Schriftsteller, Journalist und Zeichner                     | 92    |       |
| 22. März | Rolf Gartz                           | deutscher Biologe                                                                      | 84    |       |
| 22. März | Larissa Golubkina                    | russische Schauspielerin und Sängerin                                                  | 85    |       |
| 22. März | Xavier Le Pichon                     | französischer Geologe                                                                  | 87    |       |
| 22. März | Asaf Lifshitz                        | israelischer Bildhauer                                                                 | 82    |       |
| 22. März | Martin Loeb                          | französischer Schauspieler                                                             | 66    |       |
| 22. März | Alexander Mashkevitch                | israelischer Unternehmer                                                               | 71    |       |
| 22. März | John Siegfried Mehnert               | deutscher Whistleblower und Schauspieler                                               | 85    |       |
| 22. März | Djamel Menad                         | algerischer Fußballspieler und -trainer                                                | 64    |       |
| 22. März | Rolf Schimpf                         | deutscher Schauspieler                                                                 | 100   |       |
| 22. März | Fraser Taylor                        | britisch-kanadischer Kartograf                                                         | ≈88   |       |
| 22. März | Michael Friedrich Vogt               | deutscher Journalist und Dokumentarfilmer                                              | 71    |       |
| 21. März | Schmuel Agmon                        | israelischer Mathematiker                                                              | 103   |       |
| 21. März | Filiz Akın                           | türkische Schauspielerin                                                               | 82    |       |
| 21. März | Gunter Böttger                       | deutscher Grafiker und Illustrator                                                     | 78    |       |
| 21. März | George Foreman                       | US-amerikanischer Boxer                                                                | 76    |       |
| 21. März | Giancarlo Guerrini                   | italienischer Wasserballspieler                                                        | 85    |       |
| 21. März | Eberhard Henne                       | deutscher Tierarzt, Naturschützer und Politiker                                        | 81    |       |
| 21. März | Jochen Hinkelbein                    | deutscher Mediziner                                                                    | 51    |       |
| 21. März | Burkhard Hofmeister                  | deutscher Geograph                                                                     | 94    |       |
| 21. März | Hannu Koivunen                       | deutsch-finnischer Eishockeyspieler                                                    | 76    |       |
| 21. März | Klaus Krug                           | deutscher Chemiker und Wissenschaftshistoriker                                         | 84    |       |
| 21. März | Štefan Kvietik                       | slowakischer Schauspieler                                                              | 90    |       |
| 21. März | Filippo Maria Pandolfi               | italienischer Politiker                                                                | 97    |       |
| 21. März | Terry Reilly                         | australischer Bogenschütze                                                             | 77    |       |
| 21. März | Wilfried Rinke                       | deutscher Agrar- und Brauwissenschaftler                                               | 94    |       |
| 21. März | Jussi Rintamäki                      | finnischer Leichtathlet                                                                | 89    |       |
| 20. März | Witold Fokin                         | ukrainischer Politiker                                                                 | 92    |       |
| 20. März | Christine de Grancy                  | österreichische Fotografin                                                             | 82    |       |
| 20. März | Eddie Jordan                         | irischer Automobilrennfahrer und Motorsportmanager                                     | 76    |       |
| 20. März | Barbara Kowalzik                     | deutsche Kulturwissenschafterin, Hochschullehrerin und Autorin                         | 85    |       |
| 20. März | Francis Matthey                      | Schweizer Politiker                                                                    | 82    |       |
| 20. März | Angelo Nardinocchi                   | italienischer Opernsänger                                                              | 81    |       |
| 20. März | Osama Tabash                         | palästinensischer Hamas-Geheimdienstfunktionär                                         | ?     |       |
| 20. März | Wadim Schuk                          | sowjetischer bzw. russischer Dichter, Schauspieler und Drehbuchautor                   | 78    |       |
| 19. März | Arden L. Albee                       | US-amerikanischer Geologe                                                              | 96    |       |
| 19. März | Ronald Atkins                        | britischer Jazzautor                                                                   | 89    |       |
| 19. März | Cornelius Bormann                    | deutscher Rundfunk- und Fernsehjournalist                                              | 86    |       |
| 19. März | Pedro Cuatrecasas                    | spanisch-US-amerikanischer Mediziner und Pharmakologe                                  | 88    |       |
| 19. März | Andrija Delibašić                    | montenegrinischer Fußballspieler                                                       | 43    |       |
| 19. März | Hernán Godoy                         | chilenischer Fußballspieler und -trainer                                               | 83    |       |
| 19. März | Claus Günther                        | deutscher Autor und Zeitzeugen-Aktivist                                                | 93    |       |
| 19. März | Wolfgang Kohlhaußen                  | deutscher Violinist und Orchesterleiter                                                | 77    |       |
| 19. März | Franz Xaver Kohlschein               | deutscher Priester und Theologe                                                        | 90    |       |
| 19. März | Athanase Matti Shaba Matoka          | irakischer Erzbischof                                                                  | 94    |       |
| 19. März | Torquil Norman                       | britischer Geschäftsmann, Flugzeugliebhaber und Kunstphilanthrop                       | 91    |       |
| 19. März | Karl-Heinz Ostholthoff               | deutscher Volkswirtschaftler                                                           | 90    |       |
| 19. März | Werner Otto                          | saarländischer bzw. deutscher Fußballspieler                                           | 96    |       |
| 19. März | Ellen Ringier                        | Schweizer Verlegerin und Mäzenin                                                       | 73    |       |
| 19. März | Zhao Yanxia                          | chinesische Pekingoper-Sängerin                                                        | 97    |       |
| 18. März | Richard Bermann                      | deutscher Synagogengemeindevorsitzender                                                | 83    |       |
| 18. März | Nadia Cassini                        | italienische Schauspielerin und Sängerin                                               | 76    |       |
| 18. März | Chen Ning-chi                        | chinesischer Dirigent und Komponist                                                    | ≈84   |       |
| 18. März | Paul Cremona                         | maltesischer Erzbischof                                                                | 79    |       |
| 18. März | Dieter Girgensohn                    | deutscher Kirchenhistoriker                                                            | 90    |       |
| 18. März | Bedros Kirkorow                      | bulgarisch-sowjetischer Popsänger                                                      | 92    |       |
| 18. März | Jacob Korevaar                       | niederländischer Mathematiker                                                          | 102   |       |
| 18. März | Fjodor Malychin                      | russischer Eishockeyspieler                                                            | 34    |       |
| 18. März | Wlamir Marques                       | brasilianischer Basketballspieler                                                      | 87    |       |
| 18. März | Esa Pethman                          | finnischer Jazzmusiker                                                                 | 86    |       |
| 18. März | Götz Piprek                          | deutscher Tierarzt und Politiker                                                       | 98    |       |
| 18. März | Dorgham Quraiqi                      | palästinensischer Künstler                                                             | 28    |       |
| 18. März | Reinhard Roos                        | deutscher Neonatologe                                                                  | 80    |       |
| 18. März | Aviva Semadar                        | israelische Folklore- und Chanson-Sängerin                                             | 89    |       |
| 18. März | Eckart Straube                       | deutscher Psychologe, Psychotherapeut und Autor                                        | 85    |       |
| 18. März | Rimantas Velykis                     | litauischer Politiker                                                                  | 70    |       |
| 18. März | Jaroslav Vostrý                      | tschechischer Dramatiker, Journalist und Theaterregisseur                              | 94    |       |
| 17. März | Oscar M. Babauta                     | US-amerikanischer Politiker                                                            | 71    |       |
| 17. März | Brigitte Behrens                     | deutsche Umweltaktivistin und Funktionärin                                             | 73    |       |
| 17. März | Helmut Brede                         | deutscher Wirtschaftswissenschaftler                                                   | 90    |       |
| 17. März | Marty Callner                        | US-amerikanischer Regisseur                                                            | 78    |       |
| 17. März | Siegfried Hartmann                   | deutscher Regisseur und Drehbuchautor                                                  | 97    |       |
| 17. März | Konrad Heidner                       | deutscher Fußballspieler                                                               | 85    |       |
| 17. März | John „Paddy“ Hemingway               | irischer Kampfpilot und Weltkriegsveteran                                              | 105   |       |
| 17. März | Lee Shau Kee                         | hongkong-chinesischer Unternehmer                                                      | 97    |       |
| 17. März | Marie Luise Kiefer                   | deutsche Kommunikationswissenschaftlerin                                               | ≈90   |       |
| 17. März | Aurelio Martínez                     | honduranischer Musiker und Politiker                                                   | 55    |       |
| 17. März | Jürgen Spranger                      | deutscher Pädiater                                                                     | 94    |       |
| 17. März | Hannes Tretter                       | österreichischer Jurist und Menschenrechtsaktivist                                     | 73    |       |
| 16. März | Erich R. Andersen                    | deutscher Schriftsteller und Hörspielautor                                             | 87    |       |
| 16. März | Gavrilă Birău                        | rumänischer Fußballspieler                                                             | 79    |       |
| 16. März | Émilie Dequenne                      | belgische Schauspielerin                                                               | 43    |       |
| 16. März | Hans Häckel                          | deutscher Meteorologe                                                                  | 82    |       |
| 16. März | Frank Haenschke                      | deutscher Chemiker und Politiker                                                       | 87    |       |
| 16. März | Rudolf Hagemann                      | deutscher Genetiker                                                                    | 93    |       |
| 16. März | Volker Höck                          | österreichischer Geologe und Petrologe                                                 | 81    |       |
| 16. März | Don Kitchenbrand                     | südafrikanischer Fußballspieler                                                        | 91    |       |
| 16. März | Tomáš Klouček                        | tschechischer Eishockeyspieler                                                         | 45    |       |
| 16. März | Andrej Lazarov                       | nordmazedonischer Fußballspieler                                                       | 25    |       |
| 16. März | Dieter Maiwert                       | deutscher Koch                                                                         | 67    |       |
| 16. März | Rob de Nijs                          | niederländischer Sänger und Schauspieler                                               | 82    |       |
| 16. März | Olivia Saar                          | estnische Kinderbuchautorin und Journalistin                                           | 93    |       |
| 16. März | Dieter Süverkrüp                     | deutscher Liedermacher und Kabarettist                                                 | 90    |       |
| 16. März | Lucio Villari                        | italienischer Historiker                                                               | 91    |       |
| 16. März | Alex Wheatle                         | britischer Autor                                                                       | 62    |       |
| 16. März | Jesse Colin Young                    | US-amerikanischer Sänger                                                               | 83    |       |
| 15. März | Wataru Asō                           | japanischer Politiker                                                                  | 85    |       |
| 15. März | Peter Bichsel                        | Schweizer Schriftsteller                                                               | 89    |       |
| 15. März | Les Binks                            | britischer Schlagzeuger                                                                | 73    |       |
| 15. März | Doris Fitschen                       | deutsche Fußballspielerin und -funktionärin                                            | 56    |       |
| 15. März | Claude Gilliot                       | französischer Islamwissenschaftler und Orientalist                                     | 85    |       |
| 15. März | Wings Hauser                         | US-amerikanischer Schauspieler, Filmregisseur und Drehbuchautor                        | 77    |       |
| 15. März | Wilhelm Hein                         | deutscher Filmemacher und Filmtheoretiker                                              | 85    |       |
| 15. März | Anita Huffington                     | US-amerikanische Bildhauerin                                                           | 90    |       |
| 15. März | Kamran Katouzian                     | iranischer Graphikdesigner und Maler                                                   | 83    |       |
| 15. März | Irina Krutikowa                      | russische Modedesignerin und Künstlerin                                                | 88    |       |
| 15. März | Nita Lowey                           | US-amerikanische Politikerin                                                           | 87    |       |
| 15. März | Otto Schuhmann                       | deutscher Politiker                                                                    | 80    |       |
| 15. März | Munir Shakir                         | pakistanischer Islamgelehrter                                                          | 55    |       |
| 15. März | Geri Thomann                         | Schweizer Pädagoge und Organisationswissenschaftler                                    | 67    |       |
| 15. März | Slick Watts                          | US-amerikanischer Basketballspieler                                                    | 73    |       |
| 14. März | Werner Arnold                        | deutscher Gewichtheber                                                                 | 93    |       |
| 14. März | Yehuda Ben-Meir                      | israelischer Politiker                                                                 | 85    |       |
| 14. März | Henri Florens                        | französischer Jazzpianist                                                              | 72    |       |
| 14. März | Aldo Haesler                         | französischer Soziologe und Essayist                                                   | 71    |       |
| 14. März | Claus-Wilhelm Hoffmann               | deutscher Jurist und Politiker                                                         | 92    |       |
| 14. März | Peter Hric                           | slowakischer Radsportler                                                               | 59    |       |
| 14. März | Lothar John                          | deutscher Motorradrennfahrer                                                           | 91    |       |
| 14. März | Julius H. Krizsan                    | deutscher Politiker                                                                    | 87    |       |
| 14. März | Andreas Kronthaler                   | österreichischer Sportschütze                                                          | 73    |       |
| 14. März | Deb Mukherjee                        | indischer Schauspieler                                                                 | 83    |       |
| 14. März | Gabi Obermaier                       | deutsche Pädagogin                                                                     | 64    |       |
| 14. März | Fritz Scherer                        | deutscher Fußballfunktionär                                                            | 85    |       |
| 14. März | Rudolf Schieder                      | deutscher Astrophysiker                                                                | 81    |       |
| 14. März | Manfred Schukowski                   | deutscher Astronom                                                                     | 97    |       |
| 14. März | Alan K. Simpson                      | US-amerikanischer Politiker                                                            | 93    |       |
| 14. März | Dag Solstad                          | norwegischer Schriftsteller                                                            | 83    |       |
| 13. März | Raúl Grijalva                        | US-amerikanischer Politiker                                                            | 77    |       |
| 13. März | Sofia Gubaidulina                    | sowjetische bzw. russische Komponistin                                                 | 93    |       |
| 13. März | Radiša Ilić                          | serbischer Fußballspieler                                                              | 47    |       |
| 13. März | Miguel Macedo                        | portugiesischer Politiker                                                              | 65    |       |
| 13. März | Adolf Nowak                          | deutscher Musikwissenschaftler                                                         | 83    |       |
| 13. März | Edgar Oehler                         | Schweizer Unternehmer und Politiker                                                    | 83    |       |
| 13. März | Martin Prömmer                       | österreichischer Fußballspieler                                                        | 56    |       |
| 13. März | Mathilde Schwabeneder                | österreichische Fernsehjournalistin                                                    | 68    |       |
| 13. März | Herman H. Schwedt                    | deutscher Kirchenhistoriker                                                            | 90    |       |
| 13. März | Ann Sexton                           | US-amerikanische Soulsängerin                                                          | 78    |       |
| 13. März | Maria Grazia Spina                   | italienische Schauspielerin                                                            | 88    |       |
| 13. März | Daniel Stroock                       | US-amerikanischer Mathematiker                                                         | 84    |       |
| 13. März | Claude Verret                        | kanadischer Eishockeyspieler                                                           | 61    |       |
| 13. März | Rolf Witthöft                        | deutscher Endurosportler                                                               | 80    |       |
| 13. März | Hans Zirker                          | deutscher Theologe                                                                     | 89    |       |
| 12. März | Ulrich Bremsteller                   | deutscher Organist                                                                     | 88    |       |
| 12. März | Norbert Cyffer                       | deutsch-österreichischer Afrika-Linguist                                               | 81    |       |
| 12. März | Bruce Glover                         | US-amerikanischer Schauspieler                                                         | 92    |       |
| 12. März | Renee Goddard                        | deutsche Schauspielerin                                                                | 102   |       |
| 12. März | Ralph L. Holloway                    | US-amerikanischer Anthropologe                                                         | 90    |       |
| 12. März | Klaus Kobusch                        | deutscher Radrennfahrer                                                                | 83    |       |
| 12. März | Karin Lesch                          | deutsche Schauspielerin                                                                | 89    |       |
| 12. März | Helga Lewandowsky                    | deutsch-australische Politikerin                                                       | 94    |       |
| 12. März | Friedrich Wilhelm Krücken            | deutscher Schulleiter und Mercator-Forscher                                            | 94    |       |
| 12. März | Oliver Miller                        | US-amerikanischer Basketballspieler                                                    | 54    |       |
| 12. März | Peggy Parnass                        | deutsch-schwedische Schauspielerin und Autorin                                         | 97    |       |
| 12. März | Felice Picano                        | US-amerikanischer Schriftsteller und Verleger                                          | 81    |       |
| 12. März | Thomas Reichmann                     | deutscher Wirtschaftswissenschaftler                                                   | 86    |       |
| 12. März | Johannes Schulze                     | deutscher Bildhauer                                                                    | 85    |       |
| 12. März | Horst Schweigert                     | österreichischer Kunsthistoriker                                                       | 85    |       |
| 12. März | Walter Schwimmer                     | österreichischer Politiker                                                             | 82    |       |
| 12. März | Linda Williams                       | US-amerikanische Filmwissenschaftlerin                                                 | 78    |       |
| 11. März | Ildikó Bényi                         | ungarische Fernsehmoderatorin                                                          | 55    |       |
| 11. März | Diccon Bewes                         | britisch-schweizerischer Autor und Reisejournalist                                     | 57    |       |
| 11. März | Junior Bridgeman                     | US-amerikanischer Basketballspieler und Unternehmer                                    | 71    |       |
| 11. März | Cocoa Tea                            | jamaikanischer Reggae-Sänger                                                           | 65    |       |
| 11. März | Francesco Cuccarese                  | italienischer Erzbischof                                                               | 95    |       |
| 11. März | Dieter Kastrup                       | deutscher Jurist und Diplomat                                                          | 88    |       |
| 11. März | Vincent Mangeat                      | Schweizer Architekt                                                                    | 83    |       |
| 11. März | Norair Nurikjan                      | bulgarischer Gewichtheber                                                              | 76    |       |
| 11. März | Horst Paulmann Kemna                 | deutsch-chilenischer Unternehmer                                                       | 89    |       |
| 11. März | Anthony Phelps                       | haitianischer Schriftsteller                                                           | 96    |       |
| 11. März | Clive Revill                         | neuseeländischer Schauspieler                                                          | 94    |       |
| 11. März | Florian Sikorski                     | deutscher Musiker                                                                      | 49    |       |
| 11. März | Witold Tomczak                       | polnischer Politiker                                                                   | 67    |       |
| 11. März | Robert Trebor                        | US-amerikanischer Schauspieler                                                         | 71    |       |
| 11. März | Ole Wegener                          | dänischer Schauspieler                                                                 | 89    |       |
| 10. März | Natalja Achrimenko                   | russische Leichtathletin                                                               | 69    |       |
| 10. März | Marjorie Agosín                      | chilenisch-US-amerikanische Schriftstellerin                                           | 69    |       |
| 10. März | Dominique Colas                      | französischer Politikwissenschaftler                                                   | 80    |       |
| 10. März | Cosimo Damiano Fonseca               | italienischer Historiker                                                               | 93    |       |
| 10. März | Richard E. Goodman                   | US-amerikanischer Ingenieurgeologe                                                     | 89    |       |
| 10. März | Helma                                | deutsche Malerin                                                                       | 84    |       |
| 10. März | Francis Billy Hilly                  | salomonischer Politiker                                                                | 76    |       |
| 10. März | Stanley R. Jaffe                     | US-amerikanischer Filmproduzent                                                        | 84    |       |
| 10. März | Jesús Antonio Lerma Nolasco          | mexikanischer Bischof                                                                  | 79    |       |
| 10. März | Carl Lundström                       | schwedischer Unternehmer                                                               | 64    |       |
| 10. März | Robert McGinnis                      | US-amerikanischer Künstler und Illustrator                                             | 99    |       |
| 10. März | Swen Papenbrock                      | deutscher Zeichner                                                                     | 64    |       |
| 10. März | Jack Rummel                          | US-amerikanischer Ragtime-Musiker                                                      | ≈86   |       |
| 10. März | Rainer Schorm                        | deutscher Schriftsteller und Grafikdesigner                                            | 59    |       |
| 9. März  | Max Schwall                          | deutscher Fußballspieler                                                               | 92    |       |
| 10. März | Jörg Christian Steiner               | österreichischer Publizist                                                             | 59    |       |
| 9. März  | Bora Colley                          | gambischer Militäroffizier                                                             | 61    |       |
| 9. März  | Simon Fisher-Becker                  | britischer Schauspieler                                                                | 63    |       |
| 9. März  | Herbert Haag                         | deutscher Sportpädagoge                                                                | 88    |       |
| 9. März  | Andis Harasani                       | albanischer Politiker und Ingenieur                                                    | 53    |       |
| 9. März  | Hans Peter Korff                     | deutscher Schauspieler und Hörspielsprecher                                            | 82    |       |
| 9. März  | Susanna Kraus                        | deutsche Schauspielerin und Künstlerin                                                 | 68    |       |
| 9. März  | Franz Littmann                       | deutscher Autor und Philosoph                                                          | 76    |       |
| 9. März  | Richard McTaggart                    | britischer Boxer                                                                       | 89    |       |
| 9. März  | Bruno Mielke                         | deutscher Offizier                                                                     | 89    |       |
| 9. März  | Akinori Nakayama                     | japanischer Turner                                                                     | 82    |       |
| 9. März  | Yola Ramírez                         | mexikanische Tennisspielerin                                                           | 90    |       |
| 9. März  | Helmut Werheit                       | deutscher Physiker                                                                     | 90    |       |
| 8. März  | Michael Armacost                     | US-amerikanischer Wirtschaftsmanager und Diplomat                                      | 87    |       |
| 8. März  | Bill Ashton                          | britischer Jazzmusiker                                                                 | 89    |       |
| 8. März  | Ayo-Maria Atoyebi                    | ghanaischer Bischof                                                                    | 80    |       |
| 8. März  | Philippe Bär                         | niederländischer Bischof                                                               | 96    |       |
| 8. März  | Athol Fugard                         | südafrikanischer Schriftsteller und Schauspieler                                       | 92    |       |
| 8. März  | Edgar K. Geffroy                     | deutscher Autor, Wirtschaftsredner und Unternehmensberater                             | 70    |       |
| 8. März  | Mark Klein                           | US-amerikanischer Whistleblower                                                        | 79    |       |
| 8. März  | Jörn Merkert                         | deutscher Kunsthistoriker                                                              | 78    |       |
| 8. März  | Peter Pantzer                        | österreichischer Japanologe                                                            | 82    |       |
| 8. März  | Giles Paxman                         | britischer Diplomat                                                                    | 73    |       |
| 8. März  | Lisa Jane Smith                      | US-amerikanische Jugendbuchautorin                                                     | 66    |       |
| 8. März  | Doris Waschk-Balz                    | deutsche Bildhauerin und Medailleurin                                                  | 82    |       |
| 7. März  | Oumarou Alma                         | nigrischer Manager und Politiker                                                       | 73    |       |
| 7. März  | Guido Alpa                           | italienischer Rechtswissenschaftler                                                    | 77    |       |
| 7. März  | Gennadi Banschtschikow               | russischer Komponist                                                                   | 81    |       |
| 7. März  | Barbara Bergelt                      | deutsche Politikerin                                                                   | 83    |       |
| 7. März  | Thomas A. Brady                      | US-amerikanischer Historiker                                                           | 87    |       |
| 7. März  | Colin Crabbe                         | britischer Unternehmer, Automobilrennfahrer und Rennstallbesitzer                      | 82    |       |
| 7. März  | Wolfgang Engel                       | deutscher Theaterregisseur, Schauspieler und Intendant                                 | 81    |       |
| 7. März  | Richard Fortey                       | britischer Paläontologe                                                                | 79    |       |
| 7. März  | Heinz Kosok                          | deutscher Anglist                                                                      | 90    |       |
| 7. März  | Efecan Kultur                        | türkischer Webvideoproduzent                                                           | 24    |       |
| 7. März  | Omar Mendiburu                       | mexikanischer Fußballspieler                                                           | 64    |       |
| 7. März  | Kurt Messmer                         | Schweizer Historiker und Geschichtsdidaktiker                                          | 78    |       |
| 7. März  | Doyin Okupe                          | nigerianischer Politiker                                                               | 72    |       |
| 7. März  | Jürgen Piepenburg                    | deutscher Fußballspieler                                                               | 83    |       |
| 7. März  | Elisabeth Rickal                     | deutsche Politikerin                                                                   | 90    |       |
| 7. März  | Alain Robert                         | Schweizer Mathematiker                                                                 | 83    |       |
| 7. März  | David Vunagi                         | salomonischer Bischof und Generalgouverneur                                            | 74    |       |
| 7. März  | D’wayne Wiggins                      | US-amerikanischer Musiker                                                              | 64    |       |
| 7. März  | Sergei Wostokow                      | sowjetischer bzw. russischer Mathematiker                                              | 79    |       |
| 6. März  | Walter Bucher                        | Schweizer Radrennfahrer                                                                | 98    |       |
| 6. März  | Dušan Čaplovič                       | slowakischer Archäologe und Politiker                                                  | 78    |       |
| 6. März  | Henri Duez                           | französischer Radrennfahrer                                                            | 87    |       |
| 6. März  | Maurizio Falanga                     | Schweizer Astrophysiker                                                                | 56    |       |
| 6. März  | Lee Grodzins                         | US-amerikanischer Physiker                                                             | 98    |       |
| 6. März  | Brian James                          | britischer Gitarrist                                                                   | 70    |       |
| 6. März  | Walter Kreisel                       | deutscher Bildhauer                                                                    | 95    |       |
| 6. März  | Domingo Massaro                      | chilenischer Fußballspieler und -schiedsrichter                                        | 97    |       |
| 6. März  | Olavi Salonen                        | finnischer Leichtathlet                                                                | 91    |       |
| 6. März  | Ricardo Scofidio                     | US-amerikanischer Architekt                                                            | 89    |       |
| 6. März  | Iftikhar Ahmed Sirohey               | pakistanischer Admiral                                                                 | ≈89   |       |
| 6. März  | Brian Windley                        | britischer Geologe                                                                     | 89    |       |
| 6. März  | Josef Zíma                           | tschechischer Filmschauspieler, Schlagzeuger, Sänger und Moderator                     | 92    |       |
| 5. März  | Edesio Alejandro                     | kubanischer Musiker, Komponist und Produzent                                           | 66    |       |
| 5. März  | Denise Alexander                     | US-amerikanische Schauspielerin                                                        | 85    |       |
| 5. März  | Pamela Bach                          | US-amerikanische Schauspielerin                                                        | 61    |       |
| 5. März  | Tilman Fichter                       | deutscher Politikwissenschaftler                                                       | 87    |       |
| 5. März  | Robert Fliri                         | italienischer Bergsportler und Erfinder                                                | 48    |       |
| 5. März  | Sandra Harding                       | US-amerikanische Philosophin                                                           | 89    |       |
| 5. März  | Johnny Hilberath                     | deutscher Dressurreittrainer                                                           | 69    |       |
| 5. März  | Norberto Huezo                       | salvadorianischer Fußballspieler                                                       | 69    |       |
| 5. März  | Manfred Jena                         | deutscher Politiker                                                                    | 76    |       |
| 5. März  | Pavel Staněk                         | tschechischer Dirigent und Komponist                                                   | 97    |       |
| 5. März  | Fred Stolle                          | australischer Tennisspieler                                                            | 86    |       |
| 5. März  | Charles Tart                         | US-amerikanischer Psychologe                                                           | 87    |       |
| 5. März  | Sylvester Turner                     | US-amerikanischer Politiker                                                            | 70    |       |
| 4. März  | Roy Ayers                            | US-amerikanischer Musiker                                                              | 84    |       |
| 4. März  | Felipe Campuzano                     | spanischer Pianist und Komponist                                                       | 79    |       |
| 4. März  | Jean-Louis Debré                     | französischer Politiker und Jurist                                                     | 80    |       |
| 4. März  | Oleg Gordijewski                     | sowjetischer Geheimdienstler und Überläufer                                            | 86    |       |
| 4. März  | Heinz Ingenbold                      | deutscher Fußballspieler                                                               | 87    |       |
| 4. März  | Cássio Francisco de Jesus            | brasilianischer Fußballspieler                                                         | 35    |       |
| 4. März  | Cornelia-Angelika Kampmann-Tennstedt | deutsche Kostümbildnerin                                                               | 79    |       |
| 4. März  | Joe Nickell                          | US-amerikanischer Kunsthistoriker                                                      | 80    |       |
| 4. März  | Helle Nielsen                        | dänische Schauspielerin                                                                | 78    |       |
| 4. März  | Affonso Romano de Sant'Anna          | brasilianischer Schriftsteller und Poet                                                | 87    |       |
| 3. März  | Jenny Alcorn                         | australische Triathletin und Marathonläuferin                                          | 66    |       |
| 3. März  | Éric Barret                          | französischer Saxophonist                                                              | 65    |       |
| 3. März  | Wolfgang Bodenbender                 | deutscher Politiker                                                                    | 89    |       |
| 3. März  | Adalberto Cevasco                    | argentinischer Jazz- und Fusionmusiker                                                 | 78    |       |
| 3. März  | Lincoln Diaz-Balart                  | US-amerikanischer Politiker                                                            | 70    |       |
| 3. März  | Steffen Disch                        | deutscher Koch                                                                         | 53    |       |
| 3. März  | Dore Gold                            | israelischer Diplomat und Sicherheitsexperte                                           | 71    |       |
| 3. März  | Fritz Dorgerloh                      | deutscher Theologe                                                                     | 92    |       |
| 3. März  | Zbigniew Eysmont                     | polnischer Politiker                                                                   | 75    |       |
| 3. März  | Walter Fahrer                        | argentinischer Comiczeichner und Illustrator                                           | 85    |       |
| 3. März  | Irmgard Fürst                        | deutsche Politikerin                                                                   | 61    |       |
| 3. März  | Dan Gawrecki                         | tschechischer Historiker                                                               | 81    |       |
| 3. März  | Eleonora Giorgi                      | italienische Schauspielerin                                                            | 71    |       |
| 3. März  | Hans Gutbrod                         | deutscher Physiker                                                                     | 82    |       |
| 3. März  | Gisela Heller                        | deutsche Schriftstellerin und Redakteurin                                              | 95    |       |
| 3. März  | Antje-Katrin Kühnemann               | deutsche Ärztin und Fernsehmoderatorin                                                 | 80    |       |
| 3. März  | Evelyn Lazar                         | deutsche Fernsehmoderatorin und Journalistin                                           | 91    |       |
| 3. März  | Friedl Lazarus                       | österreichischer Musiker, Komponist und Liedtexter                                     | 77    |       |
| 3. März  | Jean-Marie Londeix                   | französischer Saxophonist                                                              | 92    |       |
| 3. März  | Jozef Markuš                         | slowakischer Politiker                                                                 | 80    |       |
| 3. März  | Siegfried J. Schmidt                 | deutscher Philosoph, Literatur- und Kommunikationswissenschaftler                      | 84    |       |
| 3. März  | Ulrich Schwarz                       | deutscher Journalist                                                                   | 88    |       |
| 3. März  | Lieselotte Sievers                   | deutsche Verlegerin                                                                    | 96    |       |
| 3. März  | Felicia Țilea-Moldovan               | rumänische Leichtathletin                                                              | 57    |       |
| 3. März  | Jean Van Leeuwen                     | US-amerikanische Kinderbuchautorin                                                     | 87    |       |
| 3. März  | Paul Volken-Schauwecker              | Schweizer Rechtswissenschaftler                                                        | 79    |       |
| 3. März  | Theodor G. Sellner                   | deutscher Glaskünstler                                                                 | 78    |       |
| 3. März  | Jitka Vrbová                         | tschechische Sängerin                                                                  | 84    |       |
| 3. März  | Wolfhard Wegscheider                 | österreichischer Chemiker                                                              | 75    |       |
| 2. März  | Edip Akbayram                        | türkischer Komponist und Sänger                                                        | 75    |       |
| 2. März  | Dieuwertje Blok                      | niederländische Moderatorin und Schauspielerin                                         | 67    |       |
| 2. März  | Hildegard Brenner                    | deutsche Literaturwissenschaftlerin                                                    | 97    |       |
| 2. März  | Bruno Dias Souza                     | indischer Architekt                                                                    | 99    |       |
| 2. März  | Christian Gnilka                     | deutscher Klassischer Philologe                                                        | 88    |       |
| 2. März  | René Gubelmann                       | Schweizer Schlagzeuger, Vibraphonist und Kunstmaler                                    | 77    |       |
| 2. März  | Rick Kiefer                          | US-amerikanischer Jazztrompeter                                                        | 85    |       |
| 2. März  | Herbert Léonard                      | französischer Singer-Songwriter und Schriftsteller                                     | 80    |       |
| 2. März  | Hans-Jürgen Peiper                   | deutscher Chirurg                                                                      | 99    |       |
| 2. März  | Cora Ringelberg                      | niederländische Tänzerin und Choreografin                                              | 60    |       |
| 2. März  | Buwaissar Saitijew                   | russischer Ringer und Politiker                                                        | 49    |       |
| 2. März  | Walter Struckmann                    | deutscher Automobilrennfahrer                                                          | 87    |       |
| 2. März  | Bernhard Vogel                       | deutscher Politiker                                                                    | 92    |       |
| 1. März  | Nugsar Bagration-Grusinski           | georgischer Theaterintendant                                                           | 74    |       |
| 1. März  | Johann Paul Bauer                    | deutscher Rechtswissenschaftler                                                        | 91    |       |
| 1. März  | Haim Goren                           | israelischer Geograph und Historiker                                                   | 78    |       |
| 1. März  | Bunky Green                          | US-amerikanischer Jazzmusiker                                                          | 91    |       |
| 1. März  | Tim Kruger                           | deutscher Pornodarsteller und -regisseur                                               | 44    |       |
| 1. März  | Tullio Lanese                        | italienischer Fußballschiedsrichter                                                    | 78    |       |
| 1. März  | Christiane Leister                   | deutsch-schweizerische Unternehmerin                                                   | 69    |       |
| 1. März  | Jiří Liška                           | tschechischer Politiker                                                                | 75    |       |
| 1. März  | Norio Minorikawa                     | japanischer Fernsehmoderator                                                           | 80    |       |
| 1. März  | Joey Molland                         | britischer Rockmusiker                                                                 | 77    |       |
| 1. März  | Paulito FG                           | kubanischer Musiker                                                                    | 63    |       |
| 1. März  | Saša Popović                         | jugoslawischer bzw. serbischer Musikproduzent                                          | 70    |       |
| 1. März  | Georg Radanowicz                     | Schweizer Filmregisseur und -produzent                                                 | 85    |       |
| 1. März  | Volker Schäfer                       | deutscher Historiker und Archivar                                                      | 89    |       |
| 1. März  | Theodor Seidl                        | deutscher Theologe                                                                     | 79    |       |
| 1. März  | Arnd Siegel                          | deutscher Chirurg, Kunstsammler und Mäzen                                              | 87    |       |
| 1. März  | Angie Stone                          | US-amerikanische Sängerin                                                              | 63    |       |

### Datum unbekannt
| Zeitangabe                      | Name                       | Beruf, bekannt als                                     | Alter | Beleg |
| ------------------------------- | -------------------------- | ------------------------------------------------------ | ----- | ----- |
| Ende März                       | Horst Arenthold            | deutscher Schauspieler                                 | 64    |       |
| Tod bekannt gegeben am 30. März | Ágota Bujdosó              | ungarische Handballspielerin                           | 81    |       |
| Tod bekannt gegeben am 30. März | Cornel Diederichs          | deutscher Journalist und Schriftsteller                | 94    |       |
| Tod bekannt gegeben am 30. März | Pachomius                  | ägyptischer Erzbischof                                 | 89    |       |
| Tod bekannt gegeben am 29. März | Richard Norton             | australischer Schauspieler, Stuntman und Filmproduzent | 75    |       |
| Tod bekannt gegeben am 28. März | Madeleine Bart             | deutsche Balletttänzerin, -meisterin und -direktorin   | 81    |       |
| Tod bekannt gegeben am 28. März | Orio Caldiron              | italienischer Filmhistoriker                           | 86    |       |
| Tod bekannt gegeben am 28. März | Fritz Diedering            | deutscher Maler und Grafiker                           | 93    |       |
| Tod bekannt gegeben am 25. März | Andrei Martemjanow         | sowjetischer bzw. russischer Eishockeyspieler          | 61    |       |
| Tod bekannt gegeben am 23. März | Krishna Lal Chadha         | indischer Agrarwissenschaftler                         | 88    |       |
| 21. März oder 22. März          | Colin Hart                 | britischer Sportjournalist und Boxsportexperte         | 89    |       |
| tot aufgefunden am 22. März     | Jessica Aber               | US-amerikanische Juristin                              | 43    |       |
| Tod bekannt gegeben am 22. März | Salah al-Bardawil          | palästinensischer Hamas-Funktionär                     | ≈66   |       |
| Tod bekannt gegeben am 20. März | Leanne Cowie               | australische Schlagzeugerin                            | ≈65   |       |
| tot aufgefunden am 19. März     | Calistrat Cuțov            | rumänischer Boxer                                      | 76    |       |
| Tod bekannt gegeben am 19. März | Paul Shearsmith            | britischer Musiker, Architekt und Instrumentenbauer    | ≈79   |       |
| Tod bekannt gegeben am 18. März | Licinio Contu              | italienischer Genetiker                                | 95    |       |
| tot aufgefunden am 16. März     | AnNa R.                    | deutsche Sängerin und Texterin                         | 55    |       |
| Tod bekannt gegeben am 12. März | Andreas Müller             | deutscher Rugbyspieler und -trainer                    | 61    |       |
| Tod bekannt gegeben am 11. März | Charly Bühler              | Schweizer Boxtrainer                                   | 93    |       |
| tot aufgefunden am 10. März     | Wheesung                   | südkoreanischer Sänger                                 | 43    |       |
| Tod bekannt gegeben am 9. März  | Ella Zeller-Constantinescu | rumänische Tischtennisspielerin                        | 91    |       |
| Tod bekannt gegeben am 2. März  | Yngve Leback               | schwedischer Fußballspieler                            | 76    |       |
| Nacht zum 1. März               | Nico Hidalgo               | spanischer Fußballspieler                              | 32    |       |
| Nacht zum 1. März               | Fulco Pratesi              | italienischer Naturschützer                            | 90    |       |
| tot aufgefunden am 1. März      | Jack Vettriano             | britischer Maler                                       | 73    |       |
| Anfang März                     | Arnulfo Aquino             | mexikanischer Künstler                                 | ?     |       |